# فرودگاه صحرایی کاکس
فرودگاه صحرایی کاکس (به انگلیسی: Cox Field) یک فرودگاه همگانی بهره‌برداری هوایی با کد یاتا PRX است که یک باند فرود بتن دارد و طول باند آن ۱۴۰۹ متر است. این فرودگاه در شهر پاریس، تگزاس کشور ایالات متحده آمریکا قرار دارد و در ارتفاع ۱۶۷ متری از سطح دریا واقع شده‌است.